# Corps adipeux de la joue
Le corps adipeux de la joue (ou boule graisseuse de Bichat) est une masse adipeuse encapsulée dans la joue.

## Description
Le corps adipeux de la joue est un coussinet adipeux profond situé de chaque côté du visage.
Il est dans l'espace limité
- en arrière par le muscle masséter, le tendon du muscle temporal et le muscle ptérygoïdien médial,
- en dedans par le muscle buccinateur,
- en dehors les muscles faciaux dont les muscles grand zygomatique et petit zygomatique[1],
- en avant le canal parotidien engainé par un feuillet aponévrotique entre le fascia masséterin et le fascia du muscle buccinateur.

## Structure
Le coussinet adipeux buccal est composé de plusieurs parties, mais le nombre exact de parties semble être un point de désaccord et aucune nomenclature unique et cohérente n'a été clairement définie.
Il a été décrit comme étant divisé en trois lobes : un antérieur au niveau de la zone buccale, un intermédiaire le long du muscle buccinateur et un postérieur vers la région temporale et infratemporale.

## Fonction
La fonction du corps adipeux est sujet à controverse.
La fonction principale du coussinet adipeux buccal serait liée à la mastication et à la succion, en particulier chez les nourrissons. Cette théorie est appuyée en partie par la perte de volume du lobe intermédiaire de la petite enfance à l’âge adulte.
Une autre fonction proposée est celle de coussinets de glissement qui facilitent l'action des muscles de la mastication.
Le coussinet adipeux buccal pourrait également servir de protection des muscles sensibles du visage.

## Aspect clinique
Le coussinet adipeux buccal est couramment utilisé dans le remodelage du visage.